# Friedrich Josias von Sachsen-Coburg-Saalfeld
Friedrich Josias von Sachsen-Coburg-Saalfeld, avstrijski feldmaršal, * 26. december 1737, † 26. februar 1815.
1. 1 2  Lundy D. R. The Peerage